# فارل
شهر فارل (به آلمانی: Varel) در ایالت نیدرزاکسن در کشور آلمان واقع شده‌است.